# Marcus Goree
Marcus Goree (* 11. Oktober 1977 in Dallas, Texas) ist ein ehemaliger US-amerikanischer Basketballspieler, der auf der Position des Power Forwards eingesetzt wurde. Mit dem russischen Verein PBK ZSKA aus Moskau gewann er die EuroLeague 2007/08 und außerdem nationale Meisterschaften in Israel, Italien und Russland. Er war auch drei Spielzeiten in der deutschen Basketball-Bundesliga aktiv, in denen er mit den Opel Skyliners aus Frankfurt 2002 und den NewYorker Phantoms aus Braunschweig 2011 jeweils das Pokalfinale erreichte.

## Karriere
Der 2,03 m große Goree, der von 1996 bis 2000 in der NCAA an der West Virginia University ausgebildet wurde, startete seine Profikarriere in Frankreich bei STB Le Havre, wo er durchschnittlich 38 Minuten pro Spiel auf dem Feld war und durchschnittlich 18 Punkte und 9 Rebounds beisteuern konnte. Bereits nach einem Jahr verließ Goree Frankreich und unterschrieb einen Ein-Jahres-Vertrag bei den Opel Skyliners Frankfurt, wo er sofort einschlug, und sich mit 19,5 Punkten und 9,28 Rebounds pro Partie zu einem der besten Spieler der Liga entwickelte. Des Weiteren wurde er für das BBL All-Star Game im selben Jahr berufen und konnte außerdem Erfahrung in der höchsten europäischen Spielklasse EuroLeague sammeln. Der 110 kg schwere Goree, der kurz vor seinem Engagement bei Frankfurt während des Sommers 2001 in der Summerleague für das NBA-Team Memphis Grizzlies zum Einsatz kam, wechselte anschließend nach Israel zu Maccabi Tel Aviv, wo er im Jahr 2003 die Meisterschaft erringen konnte. Anschließend wechselte er nach Spanien zu CB Gran Canaria, die er nach einem Jahr in Richtung Italien zum Spitzenklub Benetton Treviso verließ, für die er insgesamt drei Spielzeiten lang aktiv war und mit denen er einmal italienischer Meister und zweimal Pokalsieger wurde. Danach kam Goree zu ZSKA Moskau nach Russland, für die ein Jahr lang spielte und 9,3 Punkte sowie 4,6 Rebounds erzielen konnte. Mit diesem Verein gewann er die Euroleague. Anschließend war er ein weiteres Jahr in Russland aktiv, allerdings nicht mehr für Moskau, sondern für Triumph Ljuberzy, wo er 2008 sogar als bester Verteidiger der Saison ausgezeichnet wurde. Am 26. Januar 2010 gaben die NY Phantoms Braunschweig einen echten Transfercoup bekannt, indem sie die Verpflichtung von Marcus Goree bis zum Ende der Spielzeit 2009/10 vermeldeten. Goree, der die Lücke, die durch die Verletzung des etatmäßigen Power Forwards Nate Fox freigeworden war, schließen sollte, erhielt einen Vertrag bis zum Saisonende. Nach guten Leistungen, mit denen Goree den New Yorker Phantoms zum Einzug in das Halbfinale der Play-offs verhalf, wurde sein Vertrag dort um ein Jahr verlängert. Zur Saison 2011/2012 wechselte Goree nach Griechenland und erhielt einen Vertrag bei PAOK Thessaloniki. Anfang 2012 wechselte Goree zurück zu Benetton Treviso in die italienische Serie A. Nach dem Verpassen der Play-offs um die Meisterschaft zog sich der traditionsreiche fünfmalige italienische Meister vom professionellen Spielbetrieb zurück und Goree wechselte für die Spielzeit 2012/13 zum französischen Erstligisten aus Cholet.
Später spielte er noch in Brasilien und Uruguay, danach ließ er sich in seiner Heimatstadt Dallas nieder.

## Erfolge
- 2002: Teilnahme am BBL All-Star-Game
- 2002/03: Gewinn der israelischen Meisterschaft mit Maccabi Tel Aviv
- 2005: Teilnahme am All-Star-Game der italienischen Liga
- 2005/06: Gewinn der italienischen Meisterschaft mit Benetton Treviso
- 2006: Gewinn des italienischen SuperCups mit Benetton Treviso und Auszeichnung als MVP des Turniers
- 2006/07: Gewinn der italienischen Meisterschaft mit Benetton Treviso
- 2007/08: Gewinn der russischen Meisterschaft und der Euroleague mit ZSKA Moskau